# Simodactylus
Simodactylus là một chi bọ cánh cứng trong họ 
Elateridae.
Chi này được miêu tả khoa học năm 1859 bởi Candèze.

## Các loài
Các loài trong chi này gồm:
- Simodactylus acutus Van Zwaluwenburg, 1933
- Simodactylus antennatus Schimmel, 2003
- Simodactylus arimotoi Schimmel, 2003
- Simodactylus assamensis Schimmel, 2003
- Simodactylus aurosericeus Schimmel, 2003
- Simodactylus balkei Schimmel, 2003
- Simodactylus beardsleyi Van Zwaluwenburg, 1957
- Simodactylus brancuccii Schimmel, 2003
- Simodactylus brunneus Schwarz, 1906
- Simodactylus bryani Van Zwaluwenburg, 1940
- Simodactylus burmensis Schimmel, 2003
- Simodactylus buxtoni (Van Zwaluwenburg, 1928)
- Simodactylus catei Schimmel, 2003
- Simodactylus cinnamomeus (Boisduval, 1835)
- Simodactylus collinus Van Zwaluwenburg, 1957
- Simodactylus decoratus Van Zwaluwenburg, 1957
- Simodactylus decumanus Van Zwaluwenburg, 1957
- Simodactylus delfini Fleutiaux, 1907
- Simodactylus dembickyi Schimmel, 2003
- Simodactylus exsul Van Zwaluwenburg, 1957
- Simodactylus fasciolatus Fairmaire, 1883
- Simodactylus flavicollis Schimmel, 2003
- Simodactylus friedrichi Schimmel, 2003
- Simodactylus gagneorum Johnson, 2002
- Simodactylus gigas Schimmel, 2003
- Simodactylus girardi Schimmel, 2003
- Simodactylus gressitti Van Zwaluwenburg, 1957
- Simodactylus guttatus Candèze, 1878
- Simodactylus hirashimai Ôhira, 1973
- Simodactylus horaki Schimmel, 2003
- Simodactylus impressus Van Zwaluwenburg, 1957
- Simodactylus janmari Schimmel, 2003
- Simodactylus javanensis Schimmel, 2003
- Simodactylus johnsoni Schimmel, 2003
- Simodactylus juliani Schimmel, 2003
- Simodactylus knieperti Schimmel, 2003
- Simodactylus lateralis Schimmel, 2003
- Simodactylus lineatus Van Zwaluwenburg, 1948
- Simodactylus longior Van Zwaluwenburg, 1963
- Simodactylus longithorax Schimmel, 2003
- Simodactylus luzonicus Fleutiaux, 1934
- Simodactylus maculipennis Schimmel, 2003
- Simodactylus maculosus Schimmel, 2003
- Simodactylus major Van Zwaluwenburg, 1963
- Simodactylus marianorum Van Zwaluwenburg, 1948
- Simodactylus marshallensis Ôhira, 1971
- Simodactylus mirificus Schimmel, 1999
- Simodactylus monagani Schimmel, 2003
- Simodactylus morio Schimmel, 2003
- Simodactylus morobensis Schimmel, 2003
- Simodactylus mucronatus Fleutiaux, 1938
- Simodactylus nigeroides Schimmel, 2003
- Simodactylus nigerrimus Fleutiaux, 1938
- Simodactylus nigricollis Schimmel, 2003
- Simodactylus nitens Van Zwaluwenburg, 1957
- Simodactylus novakorum Schimmel, 2003
- Simodactylus obscurus Van Zwaluwenburg, 1940
- Simodactylus pacholatkoi Schimmel, 2003
- Simodactylus palauensis Van Zwaluwenburg, 1940
- Simodactylus palawanensis Ôhira, 1974
- Simodactylus pallidus Fleutiaux, 1934
- Simodactylus pembertoni Van Zwaluwenburg, 1931
- Simodactylus perraulti Chassain, 2001
- Simodactylus philippinensis Fleutiaux, 1934
- Simodactylus poggii Schimmel, 2003
- Simodactylus preussi Schimmel, 2003
- Simodactylus prominens Van Zwaluwenburg, 1940
- Simodactylus pseudoinflatus Schimmel, 2003
- Simodactylus pseudopunctulatus Schimmel, 2003
- Simodactylus pseudosericeus Schimmel, 2003
- Simodactylus pulcherrimus Candèze, 1889
- Simodactylus raffrayi Schimmel, 2003
- Simodactylus remotus Van Zwaluwenburg, 1957
- Simodactylus reticulatipennis Schimmel, 2003
- Simodactylus riedeli Schimmel, 2003
- Simodactylus riesei Schimmel, 2003
- Simodactylus risbeci Fleutiaux, 1938
- Simodactylus rougemonti Schimmel, 2003
- Simodactylus rufus Schimmel, 2003
- Simodactylus sausai Schimmel, 2003
- Simodactylus schrammi Schimmel, 2003
- Simodactylus similis Candèze, 1878
- Simodactylus snizeki Schimmel, 2003
- Simodactylus spinifer Van Zwaluwenburg, 1940
- Simodactylus striatus Schimmel, 2003
- Simodactylus suturalis Schwarz, 1906
- Simodactylus tasmani Candèze, 1893
- Simodactylus tastui (LeGuillou)
- Simodactylus tawauensis Ôhira, 1973
- Simodactylus tawiensis Ôhira, 1974
- Simodactylus tertius Candèze, 1882
- Simodactylus trivittatus Schwarz, 1906
- Simodactylus trukensis Van Zwaluwenburg, 1952
- Simodactylus uhligi Schimmel, 2003
- Simodactylus vanualevu Johnson, 2002
- Simodactylus wallacei Schimmel, 2003
- Simodactylus yamianus Ôhira, 1970